# Vila Real
|  | No s'ha de confondre amb Vila Real de Santo António o Vila-real. |

Vila Real és un municipi portuguès, situat al districte de Vila Real, a la regió del Nord i a la Subregió del Douro. L'any 2001 tenia 49.957 habitants. Limita al nord amb Ribeira de Pena i Vila Pouca de Aguiar, a l'est amb Sabrosa, a sud amb Peso da Régua, al sud-oest amb Santa Marta de Penaguião, a l'oest amb Amarante i al nord-oest amb Mondim de Basto.

## Demografia
| Població del concelho de Vila Real (1801 – 2006)                           | Població del concelho de Vila Real (1801 – 2006) | Població del concelho de Vila Real (1801 – 2006) | Població del concelho de Vila Real (1801 – 2006) | Població del concelho de Vila Real (1801 – 2006) | Població del concelho de Vila Real (1801 – 2006) | Població del concelho de Vila Real (1801 – 2006) | Població del concelho de Vila Real (1801 – 2006) | Població del concelho de Vila Real (1801 – 2006) | Població del concelho de Vila Real (1801 – 2006) |
| -------------------------------------------------------------------------- | ------------------------------------------------ | ------------------------------------------------ | ------------------------------------------------ | ------------------------------------------------ | ------------------------------------------------ | ------------------------------------------------ | ------------------------------------------------ | ------------------------------------------------ | ------------------------------------------------ |
| 1801                                                                       | 1849                                             | 1900                                             | 1930                                             | 1960                                             | 1981                                             | 1991                                             | 2001                                             | 2004                                             | 2006                                             |
| 37 041                                                                     | 25 329                                           | 35 976                                           | 37 951                                           | 47 773                                           | 47 020                                           | 46 300                                           | 49 957                                           | 50 049                                           | 50 423                                           |
| Nota: la seva àrea geogràfica ha patit alteracions al llarg del segle xix. |                                                  |                                                  |                                                  |                                                  |                                                  |                                                  |                                                  |                                                  |                                                  |

## Freguesies
| - Abaças - Adoufe - Andrães - Arroios (periurbana) - Borbela (periurbana) - Campeã - Constantim (periurbana) - Ermida - Folhadela (periurbana) - Guiães | - Justes - Lamares - Lamas de Olo - Lordelo (periurbana) - Mateus (periurbana) - Mondrões - Mouçós - Nogueira - Nossa Senhora da Conceição (urbana) - Parada de Cunhos (periurbana) | - Pena - Quintã - São Dinis (urbana) - São Pedro (urbana) - São Tomé do Castelo - Torgueda - Vale de Nogueiras - Vila Cova - Vila Marim - Vilarinho de Samardã |